# 上田善彦
上田 善彦（うえだ よしひこ 、1954年（昭和29年）- ）は、日本の医師。獨協中学・高等学校校長、獨協医科大学名誉教授を務めた。

## 略歴
1954年福島県双葉郡浪江町生まれ。1972年に獨協高等学校を卒業。
1979年に獨協医科大学医学部を卒業し、1985年に獨協医科大学医学部の講師になる。2000年には獨協医科大学の教授、そして2019年には名誉教授に就任した。
2021年の4月に第23代獨協中学・高等学校校長に就任。

## 年譜
1954年 - 福島県双葉郡浪江町にて誕生する。　
1972年 - 獨協高等学校を卒業する。
1979年 - 獨協医科大学医学部を卒業する。
1985年 - 獨協医科大学医学部 講師に就任。
1993年 - 獨協医科大学医学部 助教授に就任。
2000年 - 獨協医科大学医学部 教授に就任。
2005年 - 獨協医科大学越谷病院（現:獨協医科大学埼玉医療センター）主任教授に就任。
2010年 - 獨協医科大学越谷病院・副院長、学校法人獨協学園・評議員に就任。
2019年 - 獨協医科大学附属看護専門学校三郷校・学校長、獨協医科大学名誉教授に就任。
2021年 - 獨協中学・高等学校校長就任、獨協学園理事に就任。
2025年 - 獨協中学・高等学校校長、獨協学園理事退任。

## 獨協中学・高等学校校長として
獨協医科大学への系列校推薦枠が獨協埼玉中学・高等学校と合わせて10人新設とし、医学部志望者にとって選択肢が増えた。